# 슈퍼달러
슈퍼달러(superdollar), 슈퍼빌(superbill), 슈퍼노트(supernote)는 매우 가치가 높은 위조 미국 100달러 지폐로, 미국 정부는 이러한 지폐들이 알 수 없는 조직이나 정부에 의해 제조되고 있다고 주장하였다. 2011년 미국 정부에 따르면 위조 지폐들은 1980년대 말부터 적어도 2000년 7월까지 전 세계에 유통되었다.
여러 단체들이 이러한 지폐들을 제조하는 것으로 의심을 받고 있으며 이 지폐들의 기원에 대한 국제적 의견도 다양하다. 미국 정부는 이러한 지폐들 대부분이 조선민주주의인민공화국에서 제조되었을 가능성이 높다고 믿고 있다. 100달러 지폐 기준으로 35,000,000달러 이상이 영국 범죄인들에 의해 생산되어 2002년 체포되었다. "슈퍼달러"라고 이름이 붙은 경위는 지폐의 가치가 원래의 가치를 초과하는 사실 때문이다.
신 100달러 지폐 설계는 3차원 보안 리본을 도입하여 숫자와 문양의 색이 이동하고 축소 사진 인화를 함으로써 위조를 방지하려고 시도하였으며 2013년 유통에 돌입하였다.

## 같이 보기
- 위조화폐
- 미국 100달러 지폐
- 500유로 지폐